# 洛塔尔·马特乌斯
洛塔尔·赫伯特·马特乌斯（德語：Lothar Herbert Matthäus，發音：[ˈloːtaʁ maˈtɛːʊs] ⓘ；1961年3月21日—）出生於巴伐利亞的埃朗根，前德國足球運動員，曾以隊長身份帶領德國國家足球隊贏得1990年世界盃，被評選為當年度世界杯银球，歐洲足球先生和德國足球先生。一年後，他被評選為首位世界足球先生（也是該獎項至今唯一一位德國籍得主）。世界足坛史上最佳德国巨星之一。2004年，他位列球王贝利評選的125位最出色的在世球星（FIFA 100）中。
曾經同在義甲征戰、甚至是兩次世界杯決賽碰頭（1986及1990，兩邊各取一勝）的阿根廷球員马拉多纳在他的自傳《我是迭戈》（Yo soy el Diego）裡是這麼描述馬特烏斯的：「他是我足球生涯中最大的競爭對手，我想這樣足夠描述他了。」

## 球會生涯
馬圖斯的球會生涯是從位於埃朗根市郊的小城黑措根奧拉赫足球會開始的，1979-84年轉入慕遜加柏。他職業生涯的最高峰是1984-2000年，在此期间分别于1984-88年和1992-2000年效力規模更大的拜仁慕尼黑，以及1988-92年間去往意大利的國際米蘭。
馬圖斯於1988年轉投意甲球會國際米蘭，於1989年贏得意甲冠軍。在其球員生涯早期，馬圖斯主要司職中場，在30歲之後，他轉型為一名自由人。1992年他重返拜仁慕尼黑，贏得了幾屆德甲聯賽冠軍。雖然此時他已年逾三十，仍是陣中主力，差不多奪得球員生涯中所有重要獎項，唯一的遺憾是失落歐洲聯賽冠軍盃，他在1987和1999年為拜仁兩度打入決賽，但兩場比賽都是在1-0領先大半場的情況下，在賽末被連進兩球後1-2落敗，兩次的歐冠獎盃最終分別被波爾圖和曼聯奪得。
2000年馬圖斯轉投美國職業足球大聯盟的紐約紅牛隊（2000年），但不足一年卻宣佈退役。2004-05球季，馬圖斯曾短暫參與了萊比錫火車頭足球會的城市半決賽比賽。

## 國家隊生涯
馬圖斯在國家隊成名很早，早於1980年已隨隊出賽，贏得了1980年歐洲杯。其後84年、88年歐洲杯也有份出賽。同時他一共參加過1982-98年之間的五屆世界盃，一度保持着參加世界盃決賽週出場最多的紀錄（25場）。其中1990年世界盃他更贏得了冠軍。
馬圖斯雖然腳法稱不上華麗，但控球能力強勁，不作無謂的花巧表現，簡單實在有效率，助攻助守意識強，活動範圍大，完全是一個高機動性的全能中場示範，而且鬥志拚勁強橫更兼有遠射本領，簡單實在中見功力。1987年舒马赫被开除才被委任德国队队长，年紀稍大後（30歲後），馬圖斯轉踢自由人位置，雖然體力下降，但球場上的閱歷仍是一樣強。
2000年歐洲國家盃馬圖斯以39歲高齡出賽，到他退役為止，一共為德國國家隊出賽150場，攻入23個進球。

## 执教生涯
馬圖斯首支執教的球隊是奧地利維也納迅速，成績平平。2002年12月中途接手游擊隊，成功帶領球隊晉身歐聯，在第三圈外圍賽淘汰英超的纽卡斯尔联，分組賽被編入強隊林立的一組，對手包括皇家马德里、马赛及最終冠軍波尔图，飲恨出局。2003年12月馬圖斯突然宣佈辭職，翌日簽約出任匈牙利國家隊的主教練，爭取2006年世界盃決賽周的出線權。匈牙利被編於有六隊的歐洲第八組外圍賽，10戰4勝2和4負，只能失望地排於克羅地亞、瑞典及保加利亞之後的第四位，比賽後馬圖斯辭職，但雙方仍維持友好關係。
2006年1月11日，馬圖斯與巴西的帕拉尼恩斯簽約一年，但只任教了7場比賽（5勝2和），於3月告訴球隊急需返回歐洲處理私人事務，但一去不返，兩周後更傳真其辭職通知書。
2006年5月，馬圖斯接受奧地利薩爾斯堡紅牛的邀請，出任其2006-07球季主教練。一個賽季之後馬圖斯收到了炒他魷魚的通知，理由是因為和當時的總教練查帕東尼發生爭執而被解職。
2008年4月，馬圖斯被以色列球會尼坦耶馬卡比任命為2008-09球季主教練。時隔一年，球會高層宣布由於財政方面的原因，球季結束後不再與馬圖斯續約。尼坦耶馬卡比最終聯賽排名第四。

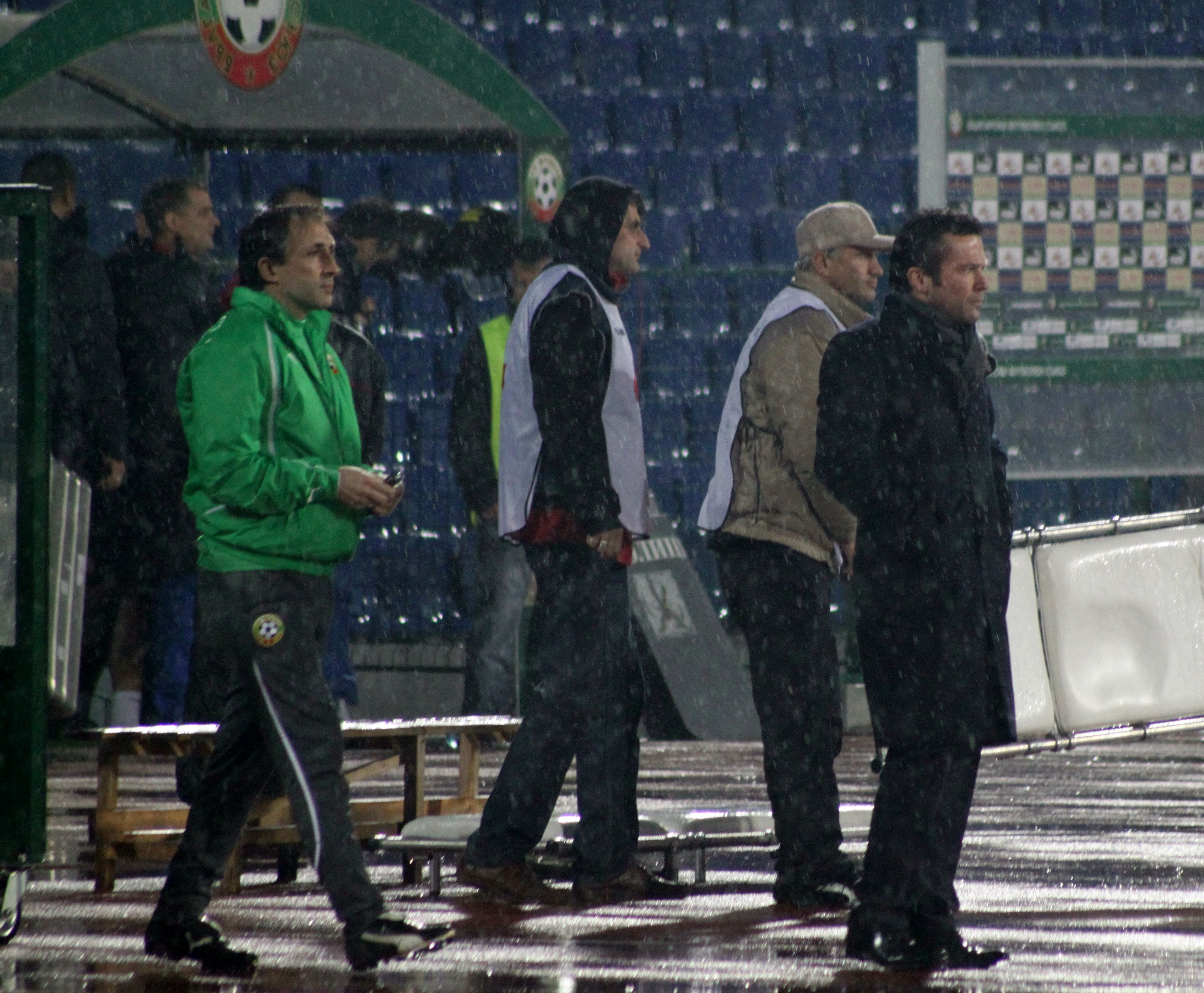
2010年11月，馬圖斯執教保加利亞和塞爾維亞的一場友誼賽中。

2010年9月21日，繼2004年執教匈牙利之後，馬圖斯再一次拿起了國家隊的教鞭。這一次他選擇的是保加利亞國家隊。但是由於預選賽戰績不佳，在數字上，保加利亞幾可肯定已無緣出線明夏舉行的歐錦賽決賽周。2011年9月19日，保加利亞足總宣布解除與馬圖斯的合同，馬圖斯在任僅僅一年。

## 個人生活
目前為止，馬圖斯有3個孩子，其中兩個女兒是與他的第一任前妻Sylvia（婚姻維持期：1981-92年）所生，另外的一個兒子是與第二任前妻Lolita Morena（婚姻維持期：1994-99年）所生。他與第三任前妻Serbin Marijana Kostić在2007年11月末離婚。之後不久，他與年僅26歲的烏克蘭人Kristina Liliana Tchoudinova於2009年1月1日在拉斯维加斯結婚，這是他的第四任妻子。

## 獲得榮譽
- 德甲聯賽冠軍: 7次 (1985、1986、1987、1994、1997、1999、2000)
- 德國盃: 3次 (1986、1998、2000)
- 意甲聯賽冠軍: 1次 (1989)
- 歐洲足協盃: 2次 (1991、1996)
- 歐洲杯冠軍: 1次 (1980)
- 世界盃冠軍: 1次 (1990)
- 世界足球先生：1次 (1991)
- 歐洲金球獎:1次 (1990)

另外，他被國際足協評選為125名偉大球員之一。

## 外部連結
- 简介
- 照片